# لشنیکووو
لشنیکووو (به بلغاری: Leshnikovo) یک منطقهٔ مسکونی در بلغارستان است که در استان خاسکوو واقع شده‌است.